# Edmund Żarczyński
Edmund Żarczyński (ur. 10 maja 1907 w Sarnach, zm. w 1981 w Permie) – pułkownik Wojska Polskiego.

## Życiorys

### Młodość
Urodził się w rodzinie robotnika. Był synem Polaka Bronisława Żarczyńskiego ur. w 1880 r. i Anny z Grossów ur. w 1885 r. Ojciec pracował jako stolarz na kolei. W 1912 roku rodzina przeprowadziła się do Białej Cerkwi, gdzie tego samego roku Edmund zaczął uczęszczać do szkoły. Od 1920 roku mieszkali w Fastowie, gdzie Edmund uczył się w kolejowej szkole powszechnej, którą ukończył w 1925 r. Następnie pracował na kolei w Fastowie do 1927 r. jako konduktor, a do 28 października 1929 jako ustawiacz pociągów. W 1926 r. zmarł ojciec, a w roku 1948 matka Edmunda.

### Wyszkolenie wojskowe
- Listopad 1930 – czerwiec 1932 r. Inżynieryjny Wydział przy Ogólnej Szkole Wojskowej w Kijowie;
- Styczeń 1933 – maj 1933 r. Kurs Doszkalający Dowódców w Sewastopolu.

### Represje stalinowskie
W kwietniu 1938 roku Edmund Żarczyński stał się ofiarą czystek stalinowskich. Został oskarżony o szpiegostwo dla wywiadu polskiego. Po aresztowaniu przez NKWD trafił do więzienia w Kijowie. Po torturach zostały mu złamania, blizny i uszkodzony słuch. Został zwolniony w marcu 1940 r. po dwurocznym pobycie w więzieniu.

### Obrona Kijowa
Walczył z Wehrmachtem pod Kijowem w okresie od lipca do września 1941. Bitwę uważa się za największe okrążenie wojsk w całej historii wojskowości. Trwała ona w czasie operacji „Barbarossa”. Za uczestnictwo w obronie Kijowa podczas II wojny światowej Edmund Żarczyński otrzymał Medal „Za obronę Kijowa”.

### Bitwa pod Lenino
Został przyjęty do 1 Warszawskiej Dywizji Piechoty im. Tadeusza Kościuszki – sformowanej w maju 1943 pod dowództwem płk. Zygmunta Berlinga, która chrzest bojowy przeszła pod Lenino. Bitwa była stoczona w dniach 12-13 października 1943 nieopodal wsi Lenino, na Białorusi pomiędzy radziecką 33 Armią i walczącą w jej składzie polską 1 Dywizją Piechoty im. Tadeusza Kościuszki a Wehrmachtem. 1 Dywizja Piechoty przełamała obronę nieprzyjaciela, związała i wykrwawiła znaczne siły przeciwnika. W walkach Niemcy stracili 1500 żołnierzy, a 326 dostało się do niewoli. Zniszczono 72 karabiny maszynowe, 42 działa i moździerze, 2 czołgi oraz strącono 5 samolotów.
11 listopada 1943 gen. Zygmunt Berling (wówczas dowódca 1 Korpusu Polskich Sił Zbrojnych w ZSRR) wydał rozkaz, w którym uhonorował Edmunda Żarczyńskiego i 15 innych żołnierzy 1 Dywizji Piechoty im. Tadeusza Kościuszki Krzyżami Srebrnymi Orderu Virtuti Militari za bohaterstwo wykazane w czasie bitwy pod Lenino. W rozkazie znalazły się słowa: „Przykładami osobistej odwagi i bohaterstwa [...] wywołali ogólny podziw i szacunek oddziałów sojuszniczej Armii Czerwonej, które walczyły obok nas”.

### Walki o Warszawę
14 stycznia 1945 wojska 1 Frontu Białoruskiego rozpoczęły operację warszawską, stanowiącą część operacji wiślańsko-odrzańskiej. Edmund Żarczyński w szeregach 1 Armii WP nacierał 17 stycznia, gdy został zamknięty pierścień okrążenia z zadaniem wyparcia Niemców z Warszawy. W skład zgrupowania uderzeniowego 1 Armii WP m.in. wchodziła 1 Warszawska Brygada Saperów. W nocy z 16 na 17 stycznia siły główne 1 Armii WP przeprawiły się na zachodni brzeg Wisły na odcinku między Górą Kalwaria a Magnuszewem i o świcie podjęły natarcie na Warszawę. Do 16:00 Warszawa była wolna od niemieckich okupantów. Za walki w Warszawę Edmund Żarczyński otrzymał Medal za Warszawę 1939–1945.

### Zdobycie Berlina
Od końca kwietnia 1945 r. Edmund Żarczyński brał udział w szturmie Berlina w ramach 1 Armii Wojska Polskiego wchodzącej w skład 1 Frontu Białoruskiego.
26 kwietnia Edmund Żarczyński wraz z 6 Samodzielnym Warszawskim zmotoryzowanym batalionem pontonowo-mostowym został wydzielony ze składu 1 Armii WP i podporządkowany 2 Gwardyjskiej Armii Pancernej gen. Bogdanowa. W nocy batalion przystąpił do budowy mostu na Sprewie w dzielnicy Moabit. Saperzy niejednokrotnie przerywali budowę mostu, aby z piechotą i czołgistami odpierać ataki Niemców. 27 kwietnia most na Sprewie został zbudowany. 28 kwietnia o godz. 8.30 rozpoczęła się przeprawa wojsk przez most na Sprewie. W ciągu 69 godzin przez most przeprawiło się 30 czołgów, 1660 dział, 10 200 samochodów, 4000 furmanek, 7800 żołnierzy. Oprócz budowy mostu i obsługi przeprawy saperzy 6 Batalionu Pontonowo-Mostowego odbudowali znajdujący się w pobliżu mostu pontonowego most kolejowy, przystosowując go do ruchu kołowego. Saperzy, w czasie walk ulicznych, wysadzali i rozbierali barykady, usuwali miny, torując drogę czołgom i fizylierom radzieckim.
2 maja 1945 roku ok. 6:00, podczas rajdu przez park Tiergarten żołnierze z 1 Dywizji Kościuszkowskiej, zatknęli na środku trzeciej kondygnacji Siegessäule (pruskiej kolumnie zwycięstwa) w parku Tiergarten biało-czerwony sztandar. Hitlerowskie Niemcy były pokonane.
Za czyny i wzorowe wykonanie zadań bojowych w szturmie Berlina Edmund Żarczyński wraz z pontonierami 6 batalionu pontonowo-mostowego został odznaczony Orderem Czerwonej Gwiazdy oraz Medalem „Za zdobycie Berlina”. Edmund Żarczyński również po zdobyciu Berlina otrzymał Odznakę Grunwaldzką nadawaną uczestnikom walk na froncie wschodnim w szeregach Armii Ludowej w latach 1943-1945, przyznawanej za szlak bojowy Lenino-Berlin. Żołnierze 6 batalionu pontonowo-mostowego mieli jako czwarta jednostka Wojska Polskiego zaszczyt zdobywania Berlina i zawieszenia na murach miasta biało-czerwonego sztandaru.

### 1 Warszawska Brygada Saperów
W czerwcu 1945 po wojnie 1 Brygadę Saperów włączono do rozminowania Polski. Zgodnie z planem rozminowania kraju 1 Brygada Saperów w pełnym składzie rozminowywała Pomorze Zachodnie i Gdańskie oraz północną część Wielkopolski, Żuławy. 18 września 1945, w związku ze zmienionym planem rozminowania Polski, 1 Brygada Saperów otrzymała dodatkowo zadanie rozminowania na nowym obszarze obejmującym Górny Śląsk i płd - wsch. część Opolszczyzny. Dowódca 1 Brygady Saperów Bronisław Lubański do rozminowania nowego obszaru skierował Grupę Operacyjną pod dowództwem pułkownika Edmunda Żarczyńskiego ze sztabu brygady wraz z 9 i 10 batalionami saperów.
15 lutego 1946 r. 1 Brygadę Saperów przeformowano na 1 Pułk Saperów. 1 Pułk Saperów, którym dowodził płk Edmund Żarczyński prowadził rozminowanie na terenie Śląskiego Okręgu Wojskowego, obejmującym tereny Dolnego Śląska: od Wałbrzycha i Świdnicy na zachodzie, a na północy do Odry na odcinku od Oławy do Kędzierzyna, oraz na południowym wschodzie Opolszczyzny po Racibórz i Rybnik, a także w okolicach Cieszyna.
W lutym i marcu 1947 r. 1 Pułk Saperów skierowano do ochrony mostów i walki z zatorami, ratowania ludności i dobytku. 1 Pułk Saperów w marcu ochraniał mosty na Odrze, Wiśle i Małej Panwi. Na Wiśle: w Sandomierzu, Baranowie i Annopolu. 
W 1948 r. do rozminowania zostały pola minowe wcześniej rozpoznane, skupiska min w północno-wschodniej części Polski (pas nadgraniczny, nad Zalewem Wiślanym, w okolicach Braniewa, Ełku i Szczytna), kwatera Hitlera w Wilczym Szańcu, Przełęcz Dukielska i Przełęcz Łepkowska, a także niesprawdzony rejon Bieszczadów, gdzie w 1947 r. działały oddziały UPA. 
Wiosną 1949 roku saperzy z 1 Warszawskiej Brygady Saperów (jednostka nr 2697 stacjonująca w Brzegu), dokonali przeglądu okolic Żarowa, w rezultacie której dowódca jednostki płk Edmund Żarczyński oraz wójt Aleksander Kędzia podpisali 29 kwietnia 1949 roku protokół stwierdzający całkowite rozminowanie gminy Żarów.
Pułkownik Edmund Żarczyński był dowódcą 1 Warszawskiej Brygady Saperów do 5 października 1951 roku. W ramach działań w 1 Warszawskiej Brygadzie Saperów pułkownik Edmund Żarczyński został odznaczony Orderem Krzyża Grunwaldu III klasy.
Obecnie 1 Warszawska Brygada Saperów to 1 Brzeski pułk saperów im. Tadeusza Kościuszki.

### Koło Łowieckie „Saper” w Brzegu
Koło powstało jesienią 1946 roku przy Jednostce Wojskowej 2697 w Brzegu. Kapitan Hubert Bronowski wraz z pułkownikiem Edmundem Żarczyńskim przy pomocy kolegów – żołnierzy zawodowych i pracowników wojska, doprowadzili do utworzenia Wojskowego Koła łowieckiego „Saper”. Edmunda Żarczyńskiego wybrano na prezesa zarządu.

## Życie prywatne
Na początku 1937 roku ożenił się z 23-letnią Wandą Marią z domu Rożańska. Wanda Rożańska była córką Polaka Józefa i Niemki Otylii z domu Winter. 20 listopada 1940 roku Edmundowi i Wandzie urodziła się córka Wiera. W 1941 roku Wanda wraz z 9-miesięczną Wierą musiały uciekać z Kijowa przed następującym wojskiem III Rzeszy, przeżyły 3 ewakuacje, dotarły aż do Ufy. W 1945 roku wróciły do Kijowa. Wiera wyszła za mąż za Włodzimierza Ługowskiego, z którym miała córkę Walerię.

## Ordery i odznaczenia
- Krzyż Srebrny Orderu Wojennego Virtuti Militari – V klasy[6]
- Srebrny Medal Zasłużonym na Polu Chwały
- Order Krzyża Grunwaldu III klasy
- Medal Zwycięstwa i Wolności 1945
- Medal „Za obronę Kijowa”
- Medal za Warszawę 1939–1945
- Medal za Odrę, Nysę, Bałtyk
- Brązowy Medal „Siły Zbrojne w Służbie Ojczyzny”
- Brązowy Krzyż Zasługi
- Medal „Za zdobycie Berlina”
- Medal „Za zasługi bojowe”
- Order Czerwonej Gwiazdy
- Odznaka Grunwaldzka